# Federacion dels Ensenhaires de Lenga e Cultura d'Òc
La Federacion dels Ensenhaires de Lenga e Cultura d'Òc o FELCO és una federació de professors i de mestres creada el 1987 que agrupa les associacions regionals d'ensenyament en occità i les de l'educació nacional francesa, i actua com a enllaç d'aquests amb el Ministeri d'Educació de França i les col·lectivitats territorials que donen suport a l'ensenyament de l'occità. També han fet preguntes als diputats a l'Assemblea Nacional Francesa en referència a l'ensenyament de l'occità.
Les associacions són obertes a qualsevol educador que treballa en l'ensenyament, des de l'escola bressol a la universitat. L'objectiu de la FELCO és la millora de les condicions de l'ensenyament en occità, tant pel que fa als alumnes com als professors. Forma part de la coordinació Anem òc, origen de les manifestacions per l'occità. El 16 de gener de 2016 el Ministre de Cultura francès va distingir amb la medalla de Cavaller de l'Orde de les Arts i les Lletres als activistes de la FELCO Maria Joana Verny (secretària general) i Felip Martèl.

## Associacions acadèmiques federades dins la FELCO
- AELOC (Académia Ais-Marselha)
- APLR (Académia de Niça)
- CREO Aquitània
- CREO Auvernha
- CREO Granòbla
- CREO Lengadòc
- CREO Limòtges
- CREO Tolosa

## Presidents
- Guiu Martin
- Felip Gardy[7]
- Felip Martèl (1995-2015)
- Yan Lespoux (2015-2020)[8]
- Olivier Pasquetti[9]